# Спірін Іван Тимофійовіч
Іва́н Тимофі́йович Спі́рін (рос. Иван Тимофеевич Спирин; 9 серпня 1898 — 4 листопада 1960) — радянський військовий і полярний льотчик, генерал-лейтенант авіації (05.11.1944), доктор географічних наук (1938), професор (1938). Герой Радянського Союзу (1937).

## Життєпис
Народився в місті Коломна, повітовому центрі Московської губернії Російської імперії (нині — Московська область Росії). Закінчив 3 курси інституту.

### Громадянська війна в Росії
У лавах Червоної армії з 1918 року. Учасник громадянської війни в Росії: воював червоноармійцем 9-го стрілецького полку на Південному фронті, з листопада 1919 року — червоноармієць ескадри повітряних кораблів «Ілля Муромець». З травня 1920 року обіймав низку посад у дивізіоні повітряних кораблів на Західному фронті, брав участь у бойових діях польсько-радянської війни.

### Міжвоєнний період
З вересня 1922 року — завідувач технічного складу, начальник технічної частини Науково-дослідного аеродрому в Москві. У 1924 році екстерном закінчив Московську школу летнабів (льотчиків-спостерігачів). З жовтня 1924 по вересень 1938 року (з незначними перервами) проходив службу в НДІ ВПС РСЧА: старший летнаб аеронавігаційного відділення, інструктор-летнаб, заступник начальника штурманського відділу, флагманський штурман ВПС РСЧА (з січня 1935), командир і воєнком НДІ ВПС РСЧА (з лютого 1936). У 1930 році закінчив 1-шу Качинську військову авіаційну школу льотчиків імені О. Ф. М'ясникова.
Як штурман, брав участь у перших радянських далеких перельотах: Москва — Пекін (1925), до Італії (1927), Москва — Іркутськ — Харків — Москва (1929), Москва — Севастополь — Анкара — Тегеран — Кабул — Ташкент — Москва (1930) та інших. З 10 по 12 вересня 1934 року на літакові АНТ-25, як штурман екіпажу під командуванням М. М. Громова, здійснив рекордний за дальністю (12411 км) і тривалістю (75 годин) переліт по замкнутому маршруту.

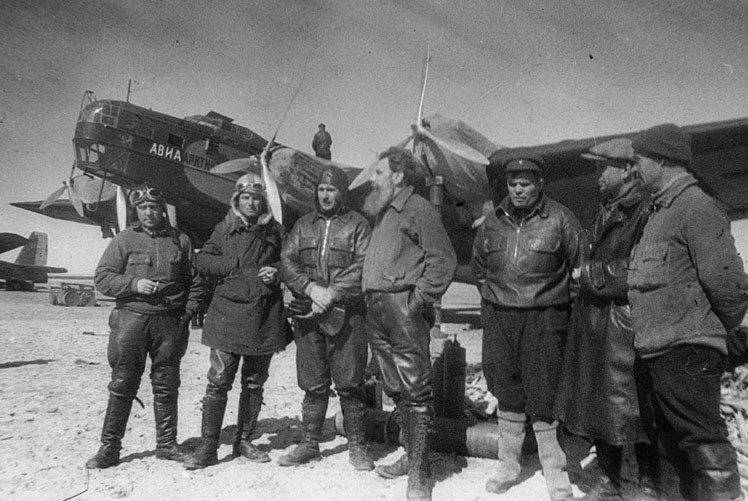
Учасники експедиції на Північний полюс 1937 року (зліва направо): І. Т. Спірін, М. І. Шевельов, М. С. Бабушкін, О. Ю. Шмідт, М. В. Водоп'янов, А. Д. Алексєєв, В. С. Молоков.

Одночасно з основною роботою у 1930-х роках викладав аеронавігацію у Військово-повітряній академії імені М. Є. Жуковського, брав участь у низці пошукових повітряних експедицій в Арктиці. Активний учасник розробки нових методів літаководіння, брав участь у створенні різноманітних аеронавігаційних приладів.
У 1937 році, як один з кращих штурманів СРСР, був включений до складу радянської арктичної експедиції і, як флаг-штурман експедиції в екіпажі флагманського літака під командуванням М. В. Водоп'янова брав участь у висадці на Північний полюс 1-ї наукової дрейфуючої станції «Північний полюс-1». Забезпечив точну висадку експедиції на чолі з І. Д. Папаніним у районі географічного Північного полюса.
4 липня 1937 року І. Т. Спіріну присвоєне військове звання комбриг. У вересні 1938 року переведений з НДІ ВПС РСЧА до Військово-повітряної академії імені М. Є. Жуковського і призначений начальником факультету авіаційних штурманів.

### Друга світова війна
Учасник радянсько-фінської війни: командир бойової авіаційної групи далекої дії у ВПС 9-ї армії. Особисто виконав 2 бойових вильоти на знищення важливих об'єктів у тилу ворога і кілька бойових вильотів на бомбардування прифронтової смуги.
4 червня 1940 року пройшов переатестацію і отримав військове звання генерал-майора авіації. З вересня того ж року — начальник 2-ї Івановської вищої офіцерської школи штурманів.
На початковому етапі німецько-радянської війни на базі школи була створена авіаційна група далекої дії з оборони Москви, метою якої було знищення аеродромів і важливих об'єктів супротивника. Група під командуванням генерал-майора авіації І. Т. Спіріна нараховувала 200 літаків, брала участь у Смоленській битві і при обороні Москви.
З березня 1942 року — начальник 2-ї Івановської вищої офіцерської школи нічних екіпажів ВПС РСЧА, евакуйованої до Середньої Азії. Під його командуванням у школі підготовлено для нічних бойових вильотів понад 1000 екіпажів.
З жовтня 1944 року — командир 9-го гвардійського бомбардувального авіаційного корпусу в АДД, який входив до складу 18-ї повітряній армії.

### Повоєнний час
З 1945 до квітня 1948 року — знову начальник Івановської вищої школи штурманів. Закінчив Вищі академічні курси при Вищій військовій академії імені К. Є. Ворошилова. З травня 1949 року — начальник спеціального відділення, з лютого 1950 року — начальник спеціального факультету, з листопада 1952 року — заступник начальника штурманського факультету Військово-повітряної інженерної академії імені М. Є. Жуковського.
У липні 1955 року генерал-лейтенант авіації І. Т. Спірін вийшов у відставку. Працював начальником відділу авіації Антарктичного інституту АН СРСР. З 1957 року й до кінця життя — начальник військової кафедри Московського фізико-технічного інституту.

## Нагороди
Постановою Центрального виконавчого комітету СРСР від 27 червня 1937 року «за зразкове виконання урядового завдання та виявлені при цьому мужність і героїзм» Спіріну Івану Тимофійовичу присвоєне звання Героя Радянського Союзу. Після встановлення у 1939 році знаку особливої відзнаки, отримав медаль «Золота Зірка» за № 41.
Нагороджений трьома орденами Леніна (28.09.1934, 27.06.1937, …), двома орденами Червоного Прапора (1925, …), орденами Вітчизняної війни 1-го ступеня, Трудового Червоного Прапора, двома орденами Червоної Зірки (1930, …) і медалями.

## Вшанування пам'яті
Ім'ям Івана Спіріна названо одну з вулиць Москви. У місті Коломна Московської області встановлене погруддя, а в Москві, на фасаді будинку, де він мешкав — меморіальна дошка.